# فأر كنغري كبير الرأس
فأر كنغري كبير الرأس (الاسم العلمي:Microdipodops megacephalus) هو نوع من الحيوانات يتبع جنس الفأر الكنغري من فصيلة الفئران المتغايرة.